# Comunità Montana Montepiano Reatino
Die Comunità Montana Montepiano Reatino ist eine Vereinigung von insgesamt zwölf Gemeinden in der italienischen Provinz Rieti. Sie wurde von den in der Regel recht kleinen Gemeinden, die zumindest teilweise in Bergregionen liegen, gebildet, um die wirtschaftliche Entwicklung der Region zu stärken und die Abwanderung der Bevölkerung aufzuhalten. Weitere Aufgaben sind die Stärkung des Tourismus, des Naturschutzes und die Erhaltung der ländlichen Kultur. Sitz der Comunità ist Rieti, obwohl die Stadt selbst nicht Teil der Vereinigung ist.

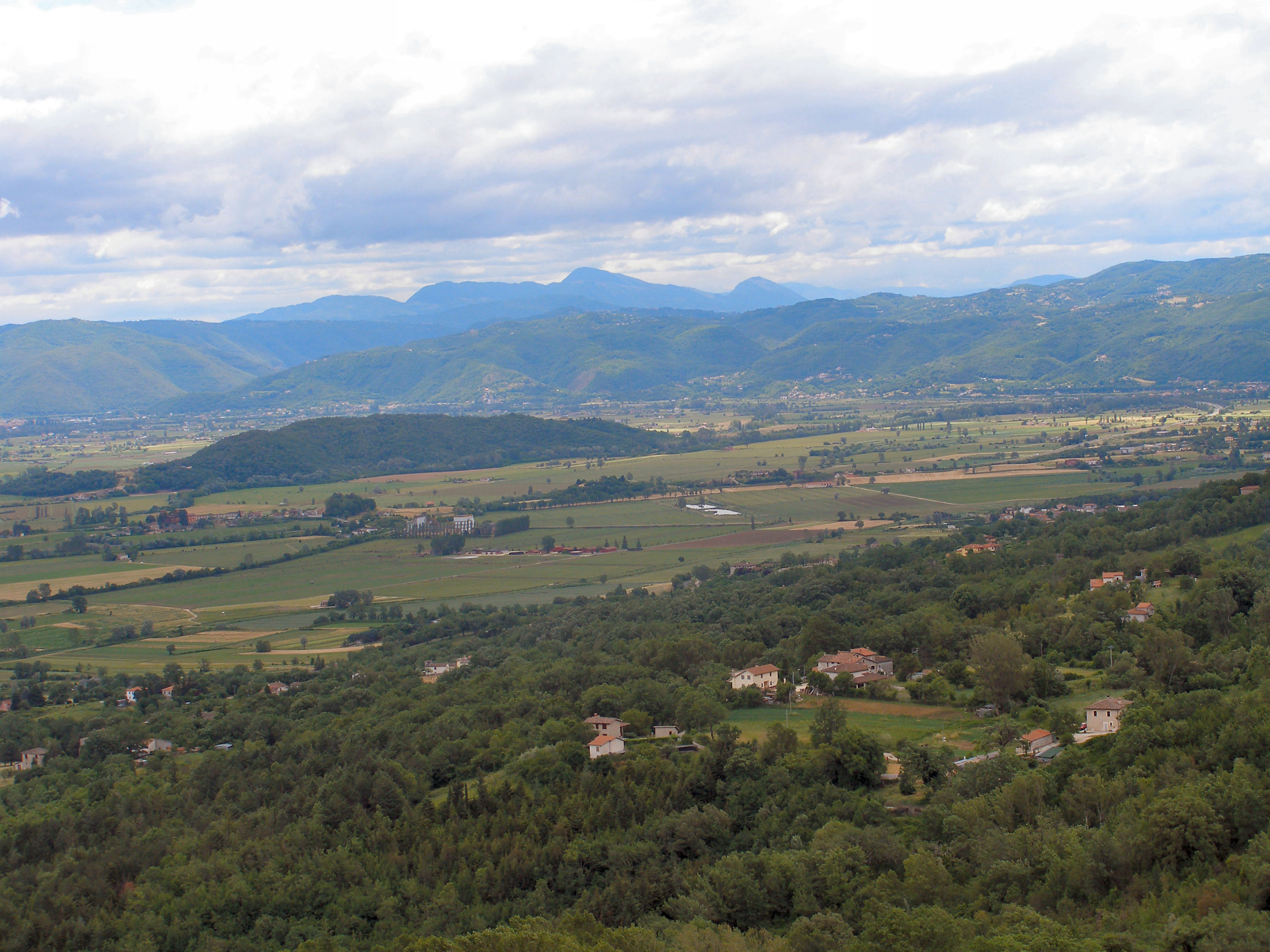
Blick von Greccio ins Velinotal

Das Gebiet der Comunità Montana umfasst das untere Tal des Velino mit den nördlich anschließenden Monti Reatini, einem Teil der mittelitalienischen Abruzzen. Die höchste Erhebung ist der Monte Terminillo (2212 m).
Die Comunità umfasst folgende Gemeinden:
- Cantalice
- Cittaducale
- Colli sul Velino
- Contigliano
- Greccio
- Labro
- Leonessa
- Monte San Giovanni in Sabina
- Montenero Sabino
- Morro Reatino
- Poggio Bustone
- Rivodutri